# Bibcode
Il bibcode è un codice di identificazione utilizzato da diversi database astronomici per specificare in modo univoco i riferimenti alla letteratura scientifica. Tale sistema identificativo è stato sviluppato, all'inizio, per i database SIMBAD e NASA/IPAC Extragalactic Database (NED), ma ha trovato anche un impiego più ampio, ad esempio, nell'Astrophysics Data System della NASA.

## Struttura del codice
Il codice ha una lunghezza prestabilita di 19 caratteri, ordinati secondo lo schema seguente 
in cui YYYY è l'anno di pubblicazione per intero e JJJJJ è un codice che indica la rivista in cui è apparsa la pubblicazione. Se si tratta di un periodico, VVVV indica il volume di uscita, M indica la sezione della rivista in cui è apparso l'articolo (ad esempio, - L - se nella sezione dedicata alle lettere), PPPP indica la pagina di inizio, mentre A è l'iniziale del cognome dell'autore principale. I punti (.) sono utilizzati per riempire i campi inutilizzati e per completare i campi fino alla lunghezza prefissata se troppo corti. Il riempimento con i punti è fatto a destra per il codice pubblicazione e a sinistra per il numero del volume e per il numero di pagina

### Esempi
Quelli che seguono sono alcuni esempi di utilizzo del Bibcode:
| Bibcode             |  | Riferimento |
| 1974AJ.....79..819H |  | Heintz, W. D., Astrometric study of four visual binaries, The Astronomical Journal, 79 (1974), pp. 819–825.                                                                            |
| 1924MNRAS..84..308E |  | Eddington, A. S., On the relation between the masses and luminosities of the stars, Monthly Notices of the Royal Astronomical Society, 84 (1924), pp. 308–332.                         |
| 1970ApJ...161L..77K |  | Kemp, James C., Swedlund, John B., Landstreet, J. D., and Angel, J. R. P., Discovery of Circularly Polarized Light from a White Dwarf, Astrophysical Journal, 161 (1970), pp. L77–L79. |